# Bussy-Saint-Martin
Bussy-Saint-Martin ist eine französische Gemeinde mit 728 Einwohnern (Stand 1. Januar 2022) im Département Seine-et-Marne in der Region Île-de-France. Sie gehört zum Arrondissement Torcy und zum Kanton Torcy. Bussy-Saint-Martin gehört zur Ville nouvelle Marne-la-Vallée. Die Einwohner werden Busséens genannt.

## Geographie
Bussy-Saint-Martin befindet sich östlich von Paris und umfasst eine Fläche von 241 Hektar. Nachbargemeinden sind:
- Saint-Thibault-des-Vignes im Nordwesten
- Gouvernes im Nordosten
- Guermantes im Osten
- Bussy-Saint-Georges im Südosten
- Collégien im Südwesten
- Torcy im Westen

## Bevölkerungsentwicklung
| Jahr      | 1962 | 1968 | 1975 | 1982 | 1990 | 1999 | 2006 | 2011 |
| Einwohner | 170  | 186  | 261  | 317  | 475  | 573  | 682  | 726  |

## Sehenswürdigkeiten
Siehe auch: Liste der Monuments historiques in Bussy-Saint-Martin
- Kirche Saint-Martin (Monument historique)
- Schloss Rentilly mit Schlosspark